# Будь как дома, путник!..
Будь как дома, Путник!.. (укр. Будь як дома, Мандрівник!..)— дебютний альбом російського панк-рок гурту Король и Шут, записаний наприкінці 1993 року на студії Михайла Кольчугіна і виданий на касетах на лейблі Always Records накладом бл. 500 екземплярів весною 1996.
Перший варіант альбому, що поширювався на концертах самим гуртом, містив 11 треків, але на офіційному касетному виданні пісня "Мария" відсутня.

## Список композицій
1. Два друга
2. Сапоги мертвеца
3. Лесник
4. Паника в селе
5. Сказка про дракона
6. Кукольный театр
7. Отец и маски
8. Вячеслав
9. Добрые тролли
10. Старинные друзья

Літом 1996 року в м. Павловськ на телевізійному рок-фестивалі було знято відеокліп на пісню "Лесник" з цього альбому.
Цей відеокліп увійшов в офіційну збірку "Страшні історії. Том 1".
У серпні 1997 року альбом було перезаписано, доповнено 7 треками і видано під назвою Король и Шут (альбом). В 2000 році альбом був перевиданий під оригінальною назвою Будь как дома, Путник...

## Учасники

### Музиканти
- Михайло «Горшок» Горшеньов — вокал
- Олександр «Балу» Балунов — бас-гитара, бэк-вокал, вокал (2—4, 7, 9, 10)
- Дмитро «Рябчик» Рябченко — гитара, бэк-вокал (2, 4, 6, 9, 10)
- Олексій «Ягода» Горшеньов — ударные

### Запис та оформлення
- Паша і Денис (музиканти гурту Awesome) — ремастеринг бонус треков
- Михайло Кольчугін — запис та зведення
- Сергій Жицков — мастеринг| Портал «Музика» || - п - о - р Король и Шут                                                                                                                                                                                                                                                                             | - п - о - р Король и Шут                                                                                                                                                                                                                                                                                                                               |
| --- | --- |
| Олександр Щигольов · Яків Цвіркунов · Олександр Леонтьєв · Павло Сажинов · Олександр Куликов Михайло Горшеньов† · Андрій Князєв · Олександр Балунов · Дмитро Рішко · Сергій Захаров · Шурік Васільєв · Дмитро Рябченко · Дмитро Кандауров · Григорій Кузьмін · Олексій Горшеньов · Марія Нефьодова · | |
| Студійні альбом | Камнем по голове (1996) · Король и Шут (Будь как дома, Путник...) (1997) · Акустический альбом (1998) · Герои и злодеи (2000) · Как в старой сказке (2001) · Жаль, нет ружья! (2002) · Бунт на корабле (2004) · Продавец кошмаров (2006) · Тень клоуна (2008) · Театр демона (2010) · TODD. Акт 1. Праздник крови (2011) · TODD. Акт 2. На Краю (2012) |
| Концертні альбоми | Живая коллекция (1998) · Ели мясо мужики (1999) · Мёртвый анархист(2003) · Концерт в Олимпийском (2004) · На краю. Live (2014) |
| Концертні відео | Праздник скоморох (1997) · Концерт на Манежной площади (1998) · Live in Kiev (2000) · Тень клоуна (2011) |
| Збірки | Собрание (2001) · Страшные сказки (2007) |
| Раритети | Ранние записи (1989) · Ересь (1990) · Первое электричество (1991) · Второе электричество (1992) · Истинный убийца (1993) · Будь как дома, путник... (1994) |
| Сольні альбоми | Я Алкоголик Анархист (2005) · Любовь Негодяя (2005) · Песни о любви и дружбе (2017) |
| Інше | Серіал · TODD (рок-опера) |
| Пов'язані виконавці | КняZz · Северный Флот · Кукрыниксы · Горшенёв · Рок-группа · Бригадный подряд || Нормативний контроль | GKG: /g/1q66qt02l |